# Ratusz w Twardogórze
Ratusz w Twardogórze - budynek znajdujący się przy ulicy Ratuszowa 14, na płycie Rynku, w centralnej części miasta. Siedziba Burmistrza Twardogóry.
Wybudowany w 1902 roku, jak informuje inskrypcja w szczytowej części fasady, pod płaskorzeźba przedstawiająca herb miejski. Pierwotnie w budynku mieścił się sąd rejonowy i areszt. Do 1945 roku władze miejskie urzędowały w tzw. Starym Ratuszu przy południowo-wschodniej pierzei rynku (dzisiaj plomba w formie bloku mieszkalnego).